# Pegeen Vail Guggenheim
Pour les articles homonymes, voir Guggenheim.
Pegeen Vail Guggenheim est une artiste peintre américaine née à Ouchy (Suisse) le 18 août 1925 et morte à Paris 4e le 1er mars 1967.
Elle est la fille de la célèbre collectionneuse Peggy Guggenheim et de l'écrivain Laurence Vail, et la petite-fille de l'homme d'affaires Benjamin Guggenheim.
Pegeen Vail Guggenheim fŕequente les milieux intellectuels et artistiques du XXe siècle, de Yves Tanguy à Max Ernst en passant par André Breton, Marcel Duchamp et Jackson Pollock. Elle-même artiste, elle peint dans un style naïf.

## Biographie
Pegeen Vail Guggenheim passe une partie de son enfance en France, où elle est inscrite à l’école bilingue de Neuilly, puis en Angleterre. En 1941, elle quitte l’Europe pour les États-Unis avec sa mère, Peggy Guggenheim, et Max Ernst, qui deviendra bientôt son beau-père. Elle suit une scolarité à la Lenox School, annexée au prestigieux Finch Junior College.
En 1943, Pegeen Vail Guggenheim fait la connaissance du peintre français Jean Hélion, l’un des introducteurs de l’art abstrait aux États-Unis, proche de Piet Mondrian et Fernand Léger. Elle l'épouse en 1946 et, la même année, le couple s’installe à Paris. Pegeen et Jean Hélion ont trois enfants : Fabrice, David puis Nicolas. En 1956, ils se séparent et elle rejoint sa mère à Venise avec son plus jeune fils, Nicolas.
En 1957, à l’occasion d’un séjour à Londres où elle se rend au vernissage d’une exposition de Francis Bacon à la Hanover Gallery, Pegeen Vail Guggenheim fait la connaissance du peintre anglais Ralph Rumney. Celui-ci est un nouveau réaliste, cofondateur avec Guy Debord de l’Internationale situationniste. Elle épouse Rumney en 1958 ; ils ont un fils, Sandro. En 1959, le couple s’installe à Paris, rue du Dragon d’abord, puis dans l’île Saint-Louis.
Dans son livre The Consul (1999), Rumney décrit sa rencontre avec Pegeen et leur histoire romantique. Rumney devait vendre un tableau à Peggy Guggenheim, mais le donna finalement à sa fille Pegeen, ce qui fit Peggy dire à sa fille « You’re fucking your way up to quite a collection! » (« Tu te constitues une sacré collection en baisant! »), ce qui n'était pas vraiment un reproche car la mère avait la même réputation. Rumney affirme avoir été témoin de 15 tentatives de suicide de Pegeen durant leur relation, dénonçant l'alcoolisme vrombissant des milieux aisés américains et les drogues que Pegeen consommait. Selon Rumney, Peggy se battait pour défaire leur couple, et Pegeen souffrait surtout d'avoir une mère trop insensible. Le fils de Pegeen, Sandro, confirme la grande insensibilité de sa grand-mère Peggy.
Vail Guggenheim, qui avait eu toute sa vie des problèmes de dépression, meurt le 1er mars 1967 dans un appartement à Paris à la suite d'une prise abusive de médicaments. Peggy Guggenheim accuse l'époux de sa fille, Rumney, de non-assistance à personne en danger et porte plainte contre lui, pour abandonner les poursuites quelques mois plus tard. Dans son autobiographie, Peggy Guggenheim écrit : « [ce fut à Mexico] que j’appris l’affreuse nouvelle de la mort de ma fille, ma Pegeen chérie, qui était pour moi une mère, une amie et une sœur. » Pegeen Vail Guggenheim est inhumée au cimetière du Père-Lachaise (94e division).
Les enfants de son fils Sandro Rumney, marié à Laurence Tacou, ont changé leur nom en France pour Rumney-Guggenheim, provoquant une escalade de conflits avec la fondation Guggenheim qui refuse que cette branche de la famille utilise l'image de marque Guggenheim strictement protégée,.

## Œuvre
La peinture de Pegeen Vail Guggenheim est le fruit de nombreuses influences. Notamment celle des surréalistes, qu'elle a beaucoup fréquentés, et au contact desquels elle a grandi et reçu son éducation artistique. Cette influence se traduit par la présence récurrente d'éléments ou de situations improbables dans ses décors et ses scènes. Toute l’œuvre de Pegeen Vail Guggenheim est imprégnée de cette liberté que les surréalistes ont offerte à l’art contemporain. Sa peinture doit en effet beaucoup au surréalisme et notamment à Yves Tanguy, avec qui elle échangea des toiles alors qu’elle n’avait que douze ans, et surtout à Max Ernst qui fut son beau-père pendant les cinq années qu’elle passa aux États-Unis, de 1941 à 1946.
En revanche, le style naïf, voire enfantin qui caractérise l’ensemble de ses toiles lui appartient en propre alors que Peggy Guggenheim, sa mère, n'a jamais côtoyé ou collectionné de peintres naïfs. Ce sont deux styles bien éloignés qui se réunissent dans ses œuvres. Avec le temps, ces influences sont de plus en plus évidentes.
En janvier 1943 puis en juin 1945, des toiles de Pegeen Vail Guggenheim figurent au catalogue d’expositions consacrées aux femmes : « Exhibition by 31 Women », puis « The Women » à la galerie Art of This Century (en) inaugurée par Peggy Guggenheim à New York en octobre 1942. Les toiles de Pegeen Vail Guggenheim sont exposées aux côtés de celles de Kay Sage, Leonora Carrington, Lee Krasner, Dorothea Tanning ou encore Frida Kahlo. En 1946, elle obtient sa première exposition personnelle à Art of This Century. Après son mariage avec le peintre Jean Hélion, son style change quelque peu de forme et s'affermit. Les traits deviennent plus francs, les ciels plus lumineux.
Derrière l'apparente naïveté du trait et des couleurs vives, la peinture de Pegeen Vail Guggenheim peut susciter plusieurs niveaux de lecture. Un premier coup d'œil permet d’identifier certaines constantes. Les personnages mis en scène sont souvent représentés heureux et affectueux. Les scènes familiales se succèdent. Toutefois, une étude plus approfondie révèle un usage récurrent de signes et d’éléments oniriques qui traduisent une certaine nostalgie. Ses personnages sont des allégories du monde dans lequel vit l’artiste. On y reconnait sa mère, son père, ses maris successifs, ses enfants ; mais surtout elle-même, centre de cet univers qui semble figé. Plus on avance dans le temps et dans l’œuvre de Pegeen Vail Guggenheim, plus cette réalité vient imprégner sa peinture. Les figures familiales représentées sont plus souvent issues du réel qu’auparavant.
Durant sa courte carrière, Pegeen Vail Guggenheim a exposé ses toiles à New-York au Museum of Modern Art, à Philadelphie, Paris, Londres, Milan, Venise, Padoue, Merano, Palm Beach, Vicenza, Stockholm, Toronto, ainsi qu’au musée d'art de San Diego.
Raymond Queneau écrit à son propos :

« Le monde que nous propose Pegeen s’affirme un peu plus réel que le vrai puisqu’il semble plus voisin du Paradis Terrestre. Aucune culpabilité ne vient ternir ses couleurs, accabler son dessin. »

Une salle lui est consacrée à la Peggy Guggenheim Collection de Venise.